# Celia (певица)
Кристина Иоана Соколан (рум. Cristina Ioana Socolan; род. 14 октября 1984, Дева, Румыния) — румынская певица

, исполнительница жанров хаус, танцевальная музыка и поп-музыка, более известна своим сценическим именем Celia. Начала свою карьеру в 2005 году в румынской группе Elegance. В том же году она выпускает свой первый альбом «Cine te iubește».

## Биография
Кристина родилась 14 октября 1984 года в городе Дева в жудеце Хунедоара; родители: Иоан и Родика Соколан и сестра Андрея. Начала школу в родном городе, но во втором классе перешла в лицей музыки и искусства «Сиджисмунд Тодуцэ», который и окончила. В 12 лет начала заниматься народными и современными танцами, впоследствии была выбрана солисткой ансамбля. Вскоре после окончания лицея, Кристина устроилась в агентство организующее банкеты. Одновременно выступала на банкетах, организованных агентством, со своей музыкальной группой. На одном из таких представлений Кристину заметил композитор Кости Ионицэ, который помог ей войти в состав группы Elegance.

## Личная жизнь
Вскоре после ухода Кристины из группы Elegance, в румынских СМИ сообщалось о возможном романе Кристины с композитором Кости Ионицэ, который расстался со своей девушкой, коллегой по группе Кристины, в тот же период. Это предположение было опровергнуто самой Кристиной, она заявила: «у нас с Кости не было никаких романов, эти ложные слухи появились из-за моего ухода из группы». Тем временем Кристина начала встречаться с турецким бизнесменом Аскимом Кемал. В 2008 году они решили пожениться, назначив дату свадьбы на октябрь 2010 года, но в скором времени они разошлись. Позже Кристина вновь сошлась с Аскимом, но они опять-таки разошлись в начале 2010 года. Судя по сообщениям в СМИ, певица Кристина разорвала отношения с турком из-за того, что её жених принуждал её закончить карьеру певицы после свадьбы.

## Дискография и синглы
| Название альбома (оригинал (рум.)) | Название альбома (перевод) | Год  |
| ---------------------------------- | -------------------------- | ---- |
| «Cine te iubește»                  | «Кто тебя любит»           | 2005 |
| «Celia»                            | «Челия»                    | 2007 |
| «Al doilea album de studio»        | «Второй студийный альбом»  | 2010 |

| Название сингла (оригинал (рум.))             | Название сингла (перевод)               | Год  |
| --------------------------------------------- | --------------------------------------- | ---- |
| «Râd cu tine» — cu Elegance                   | «Смеёмся вместе» — совместно с Elegance | 2005 |
| «Pot zbura»                                   | «Я могу летать»                         | 2007 |
| «Trag aer în piept»                           | «Вдохну»                                | 2007 |
| «Șoapte»                                      | «Шёпот»                                 | 2008 |
| «O mie de cuvinte»                            | «Тысяча слов»                           | 2008 |
| «Silence» (англ.)                             | «Тишина»                                | 2008 |
| «Povestea mea» (рум.), или «My Story» (англ.) | «Моя история»                           | 2009 |